# Fuenferrada
Fuenferrada – gmina w Hiszpanii, w prowincji Teruel, w Aragonii, o powierzchni 24,53 km². W 2014 roku gmina liczyła 62 mieszkańców.